# MG ZS (кроссовер)
MG ZS — субкомпактный кроссовер, выпускающийся с 2017 года компанией SAIC Motor.

## Первое поколение
MG ZS впервые был представлен в 2016 году в Гуанчжоу. На мировых рынках ZS является самой продаваемой моделью.

Мировая премьера состоялась в Китае в марте 2017 года. Также автомобиль был представлен в Лондоне и Австралии.

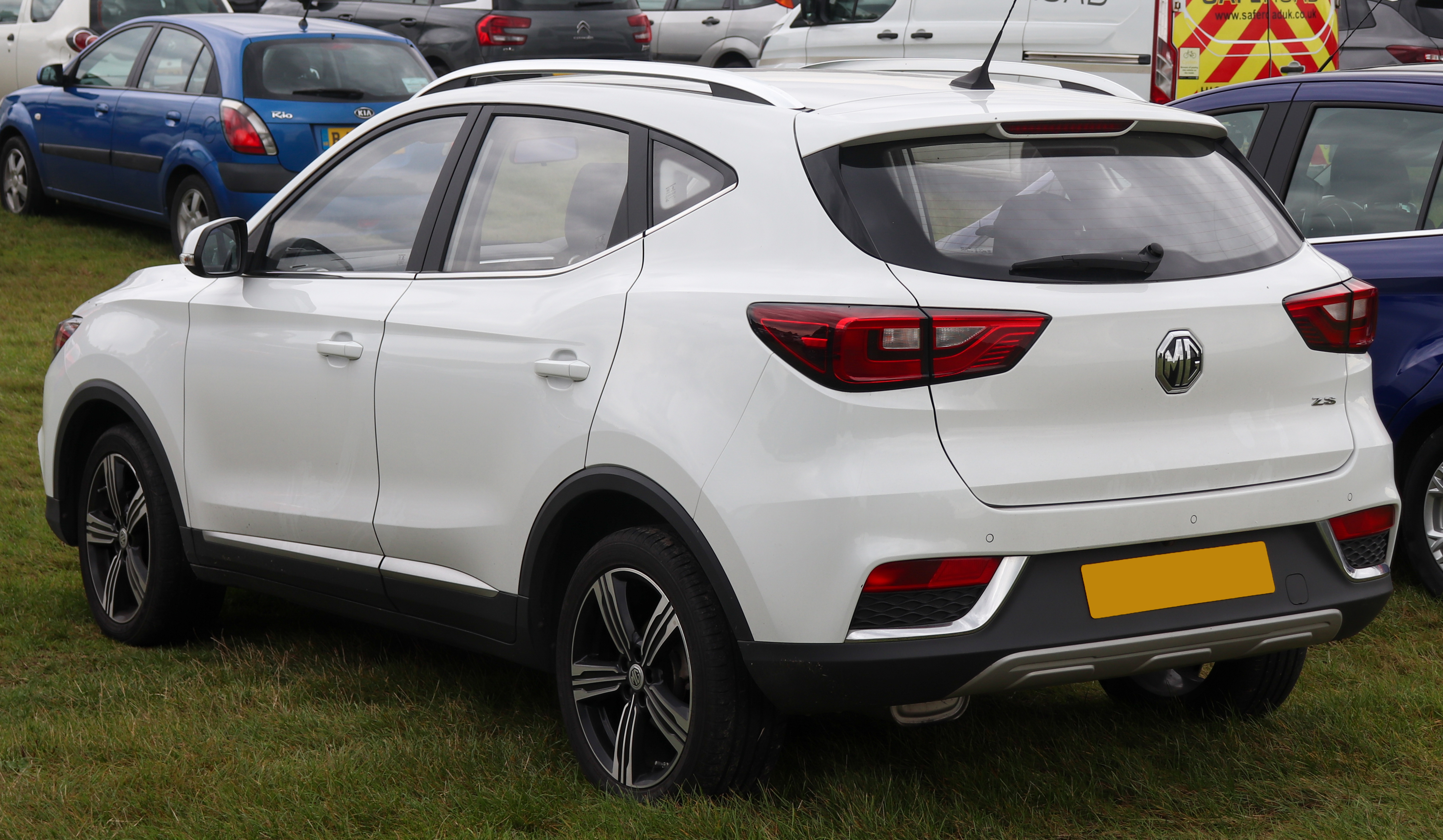
Вид сзади
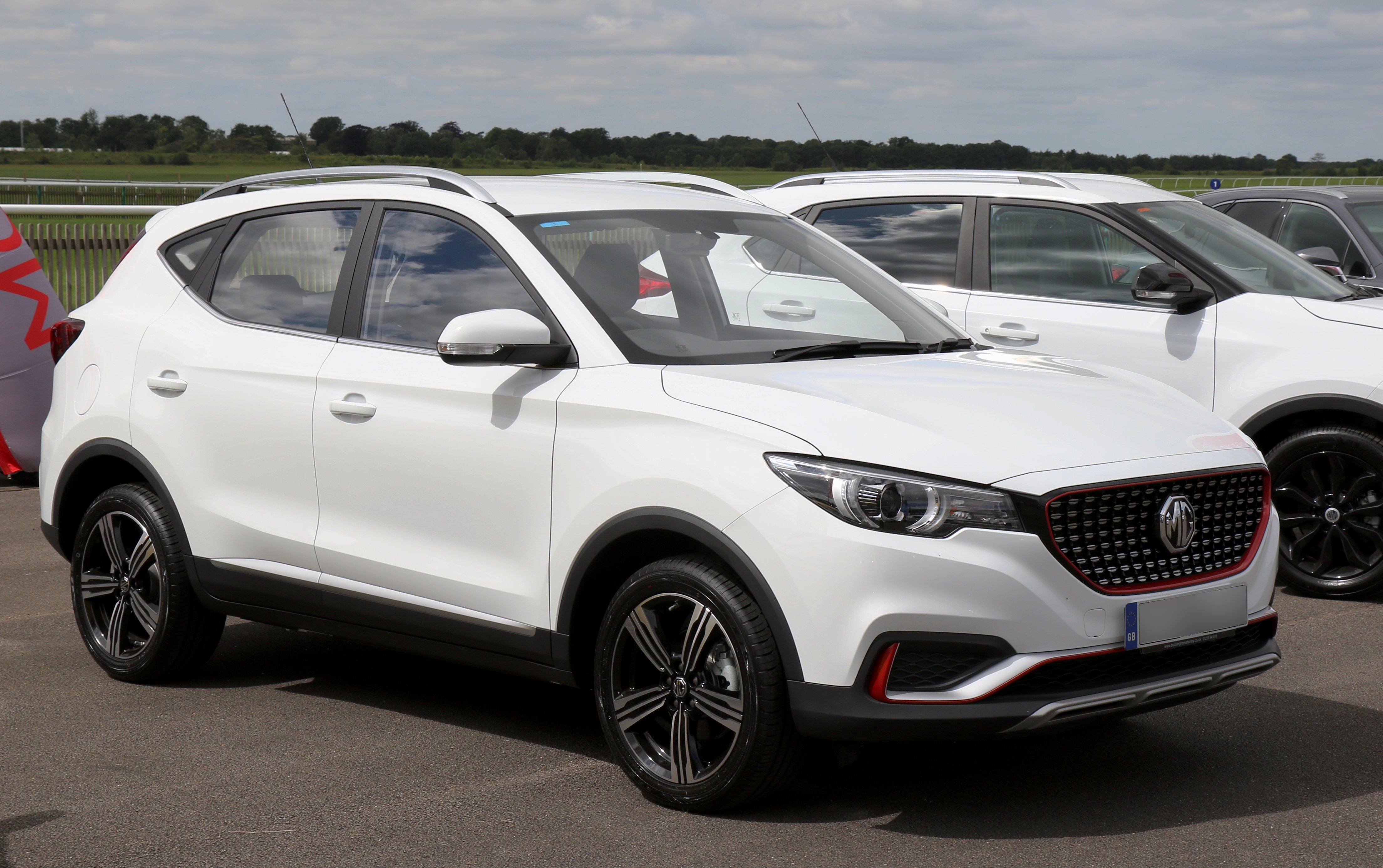
MG ZS Limited Edition
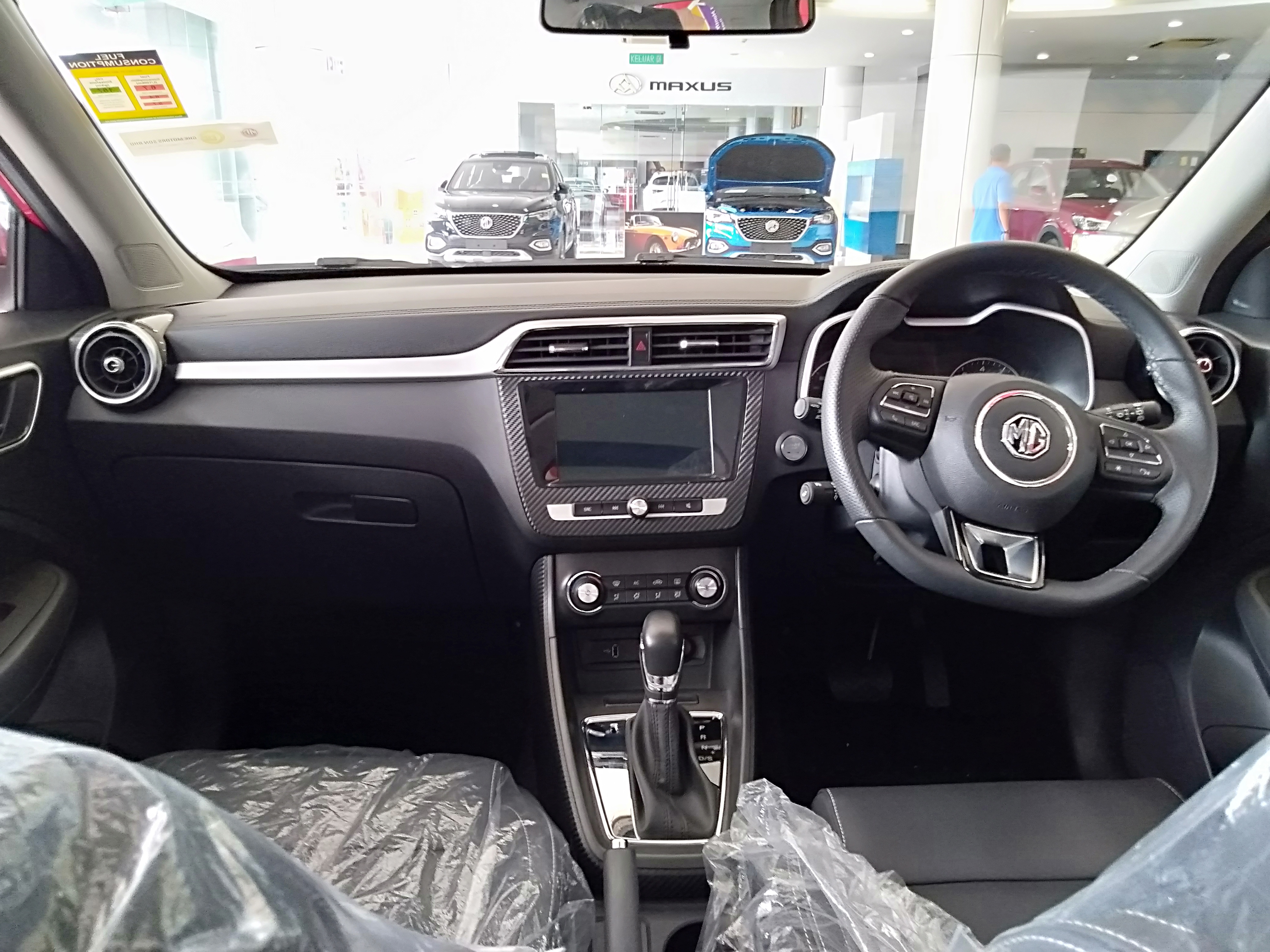
Интерьер

В 2019 году автомобиль прошёл рестайлинг. С сентября 2020 года автомобиль продаётся в Австралии под названием MG ZST, с сентября 2021 года — в Индии под названием MG Astor, а с 2023 года — на Тайвани.

В первой половине 2023 года было продано 85279 экземпляров.

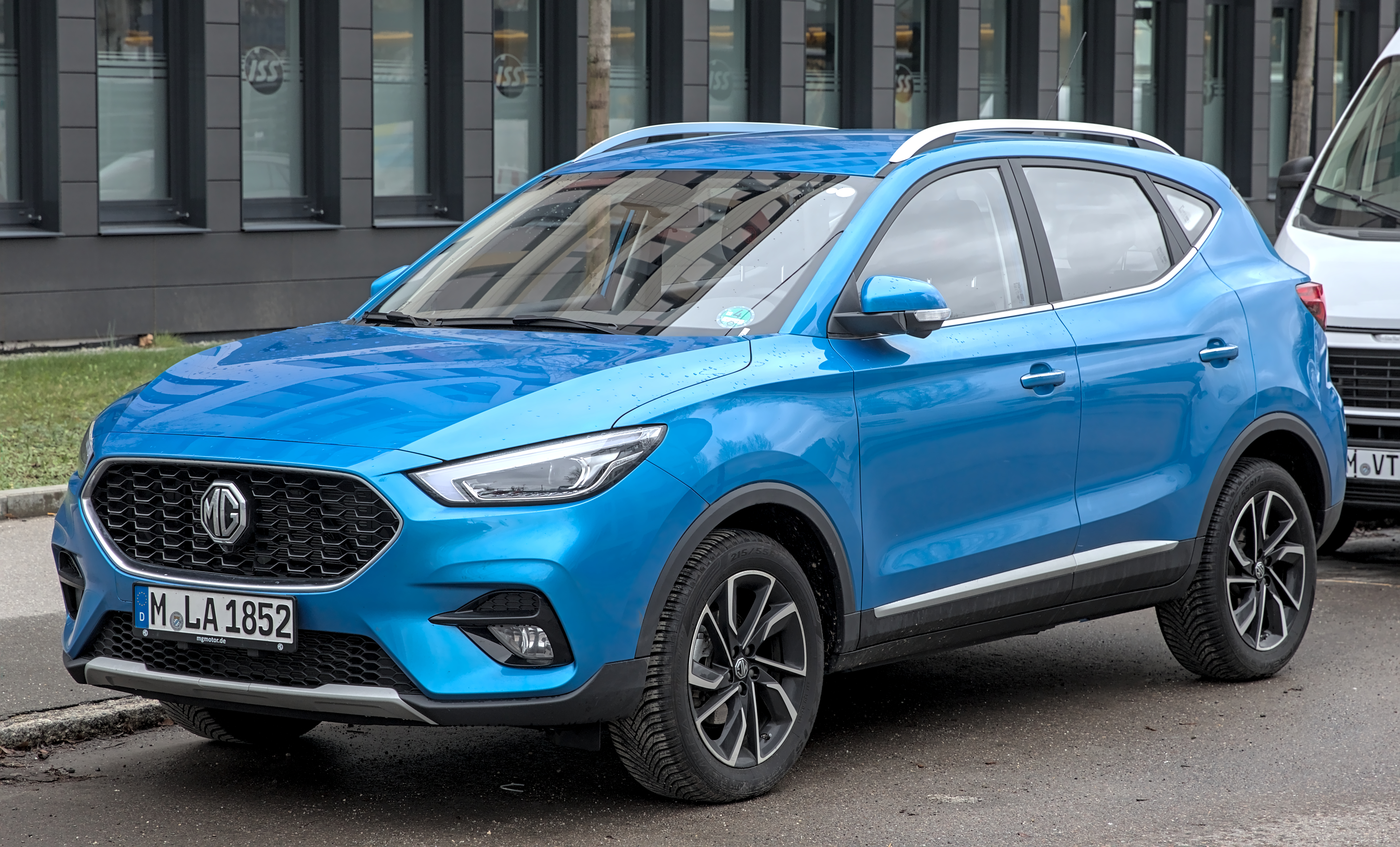
2020 MG ZS
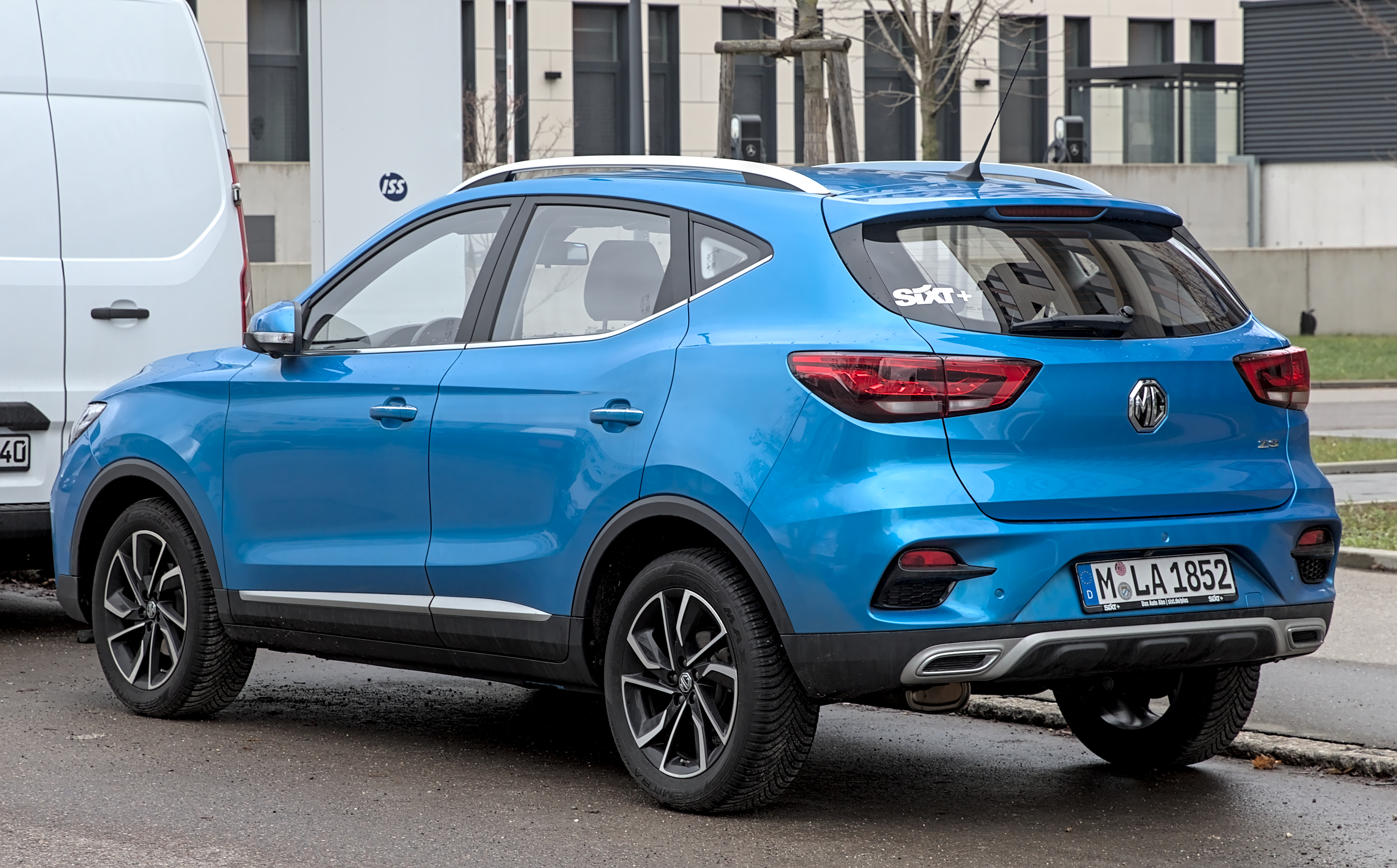
2020 MG ZS
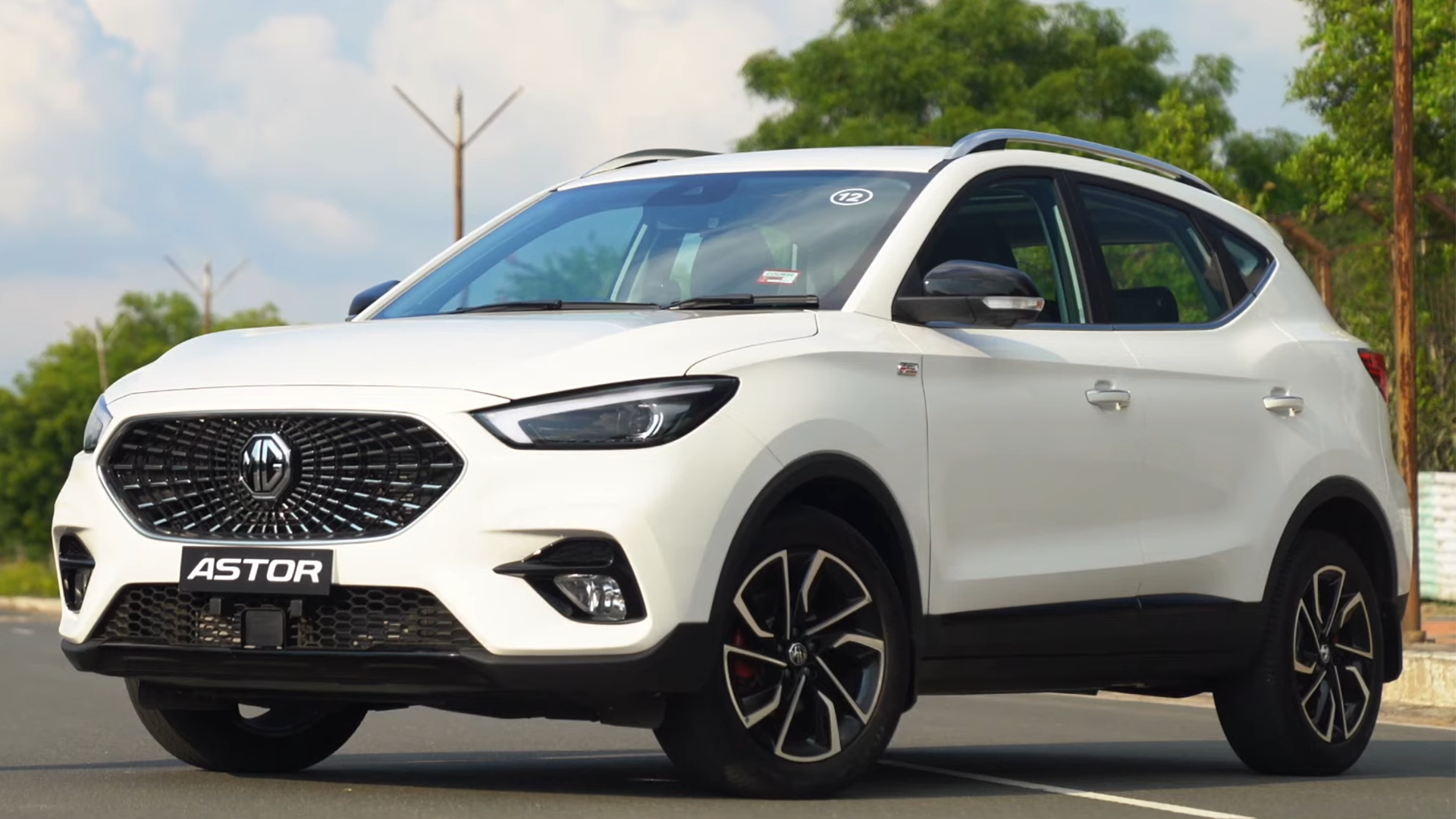
2021 MG Astor (Индия)
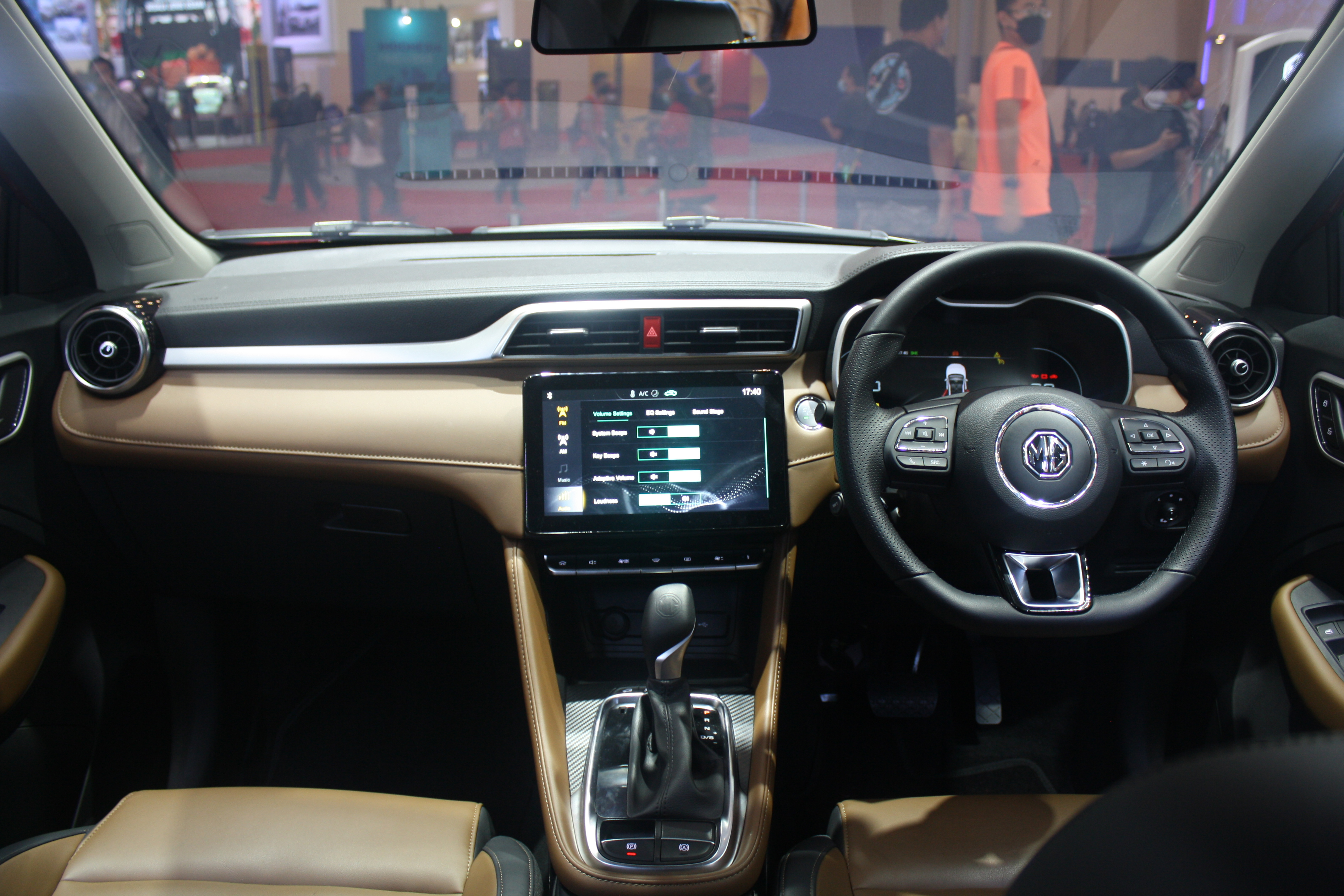
Интерьер

### Двигатели
MG ZS оснащается 1,5-литровым атмосферным двигателем мощностью 120—125 л. с. и крутящим моментом 141—150 Н⋅м.

### MG EZS/ZS EV
Электромобиль MG EZS дебютировал в 2018 году на автосалоне в Гуанчжоу. Ёмкость аккумулятора составляет 44,5—72,6 кВт⋅ч. Автомобиль оснащается электродвигателем мощностью 143—150 л. с. и крутящим моментом 350 Н⋅м. В Китае автомобиль называется EZS, а в других странах — ZS EV. Осенью 2021 года автомобиль прошёл рестайлинг. С 7 марта 2022 года автомобиль продаётся в Индии.

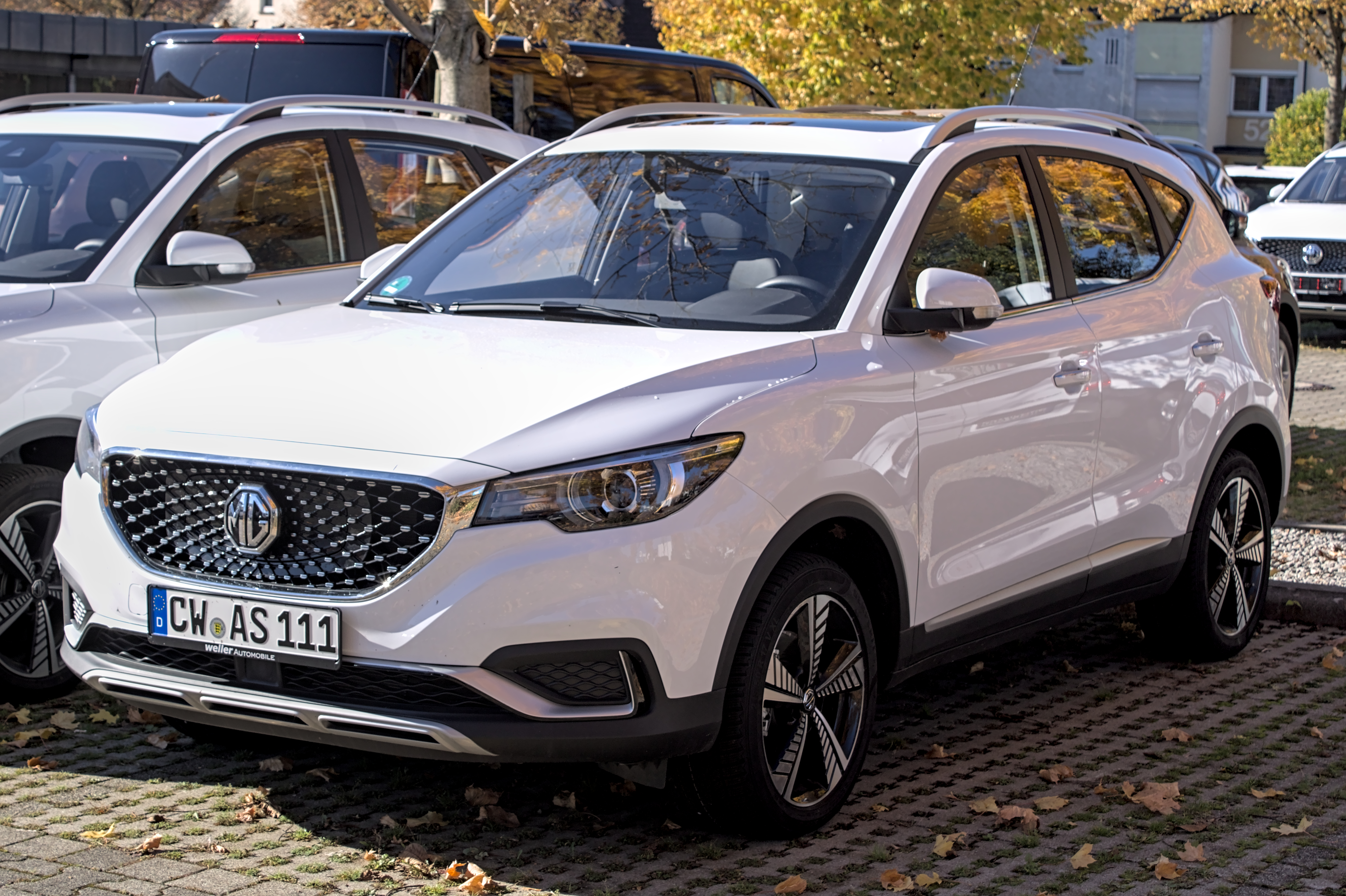
MG ZS EV
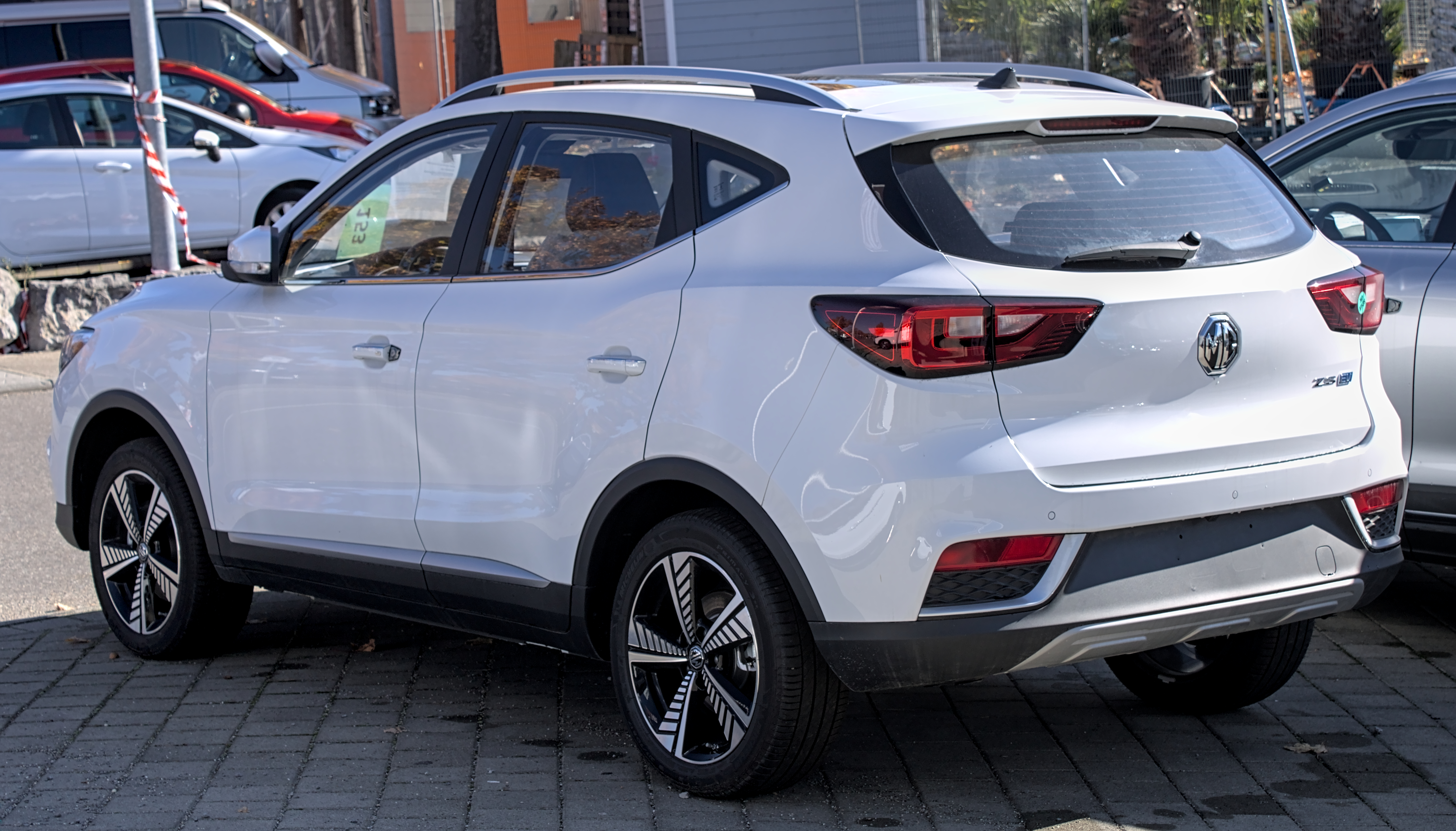
MG ZS EV
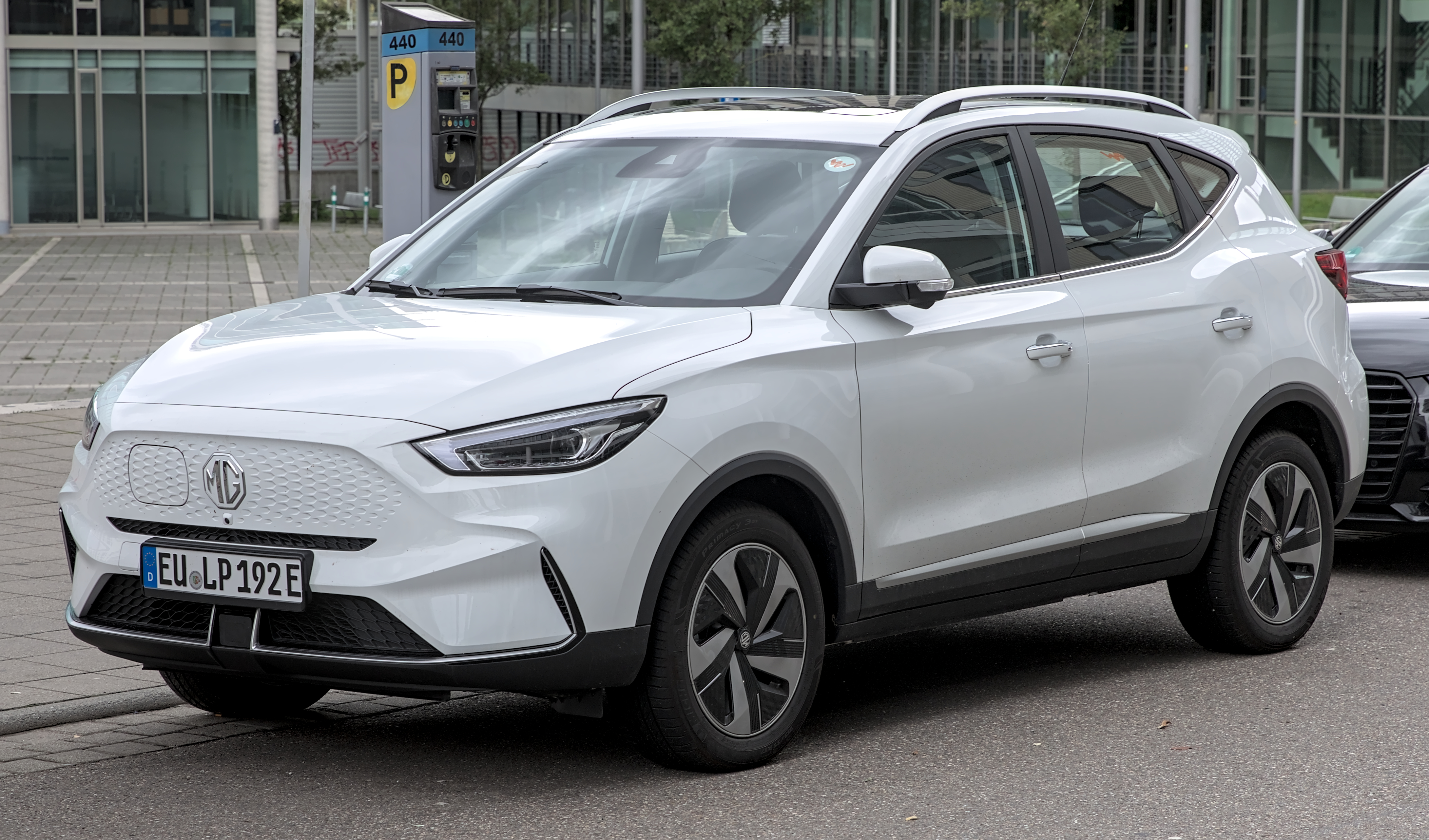
MG ZS EV
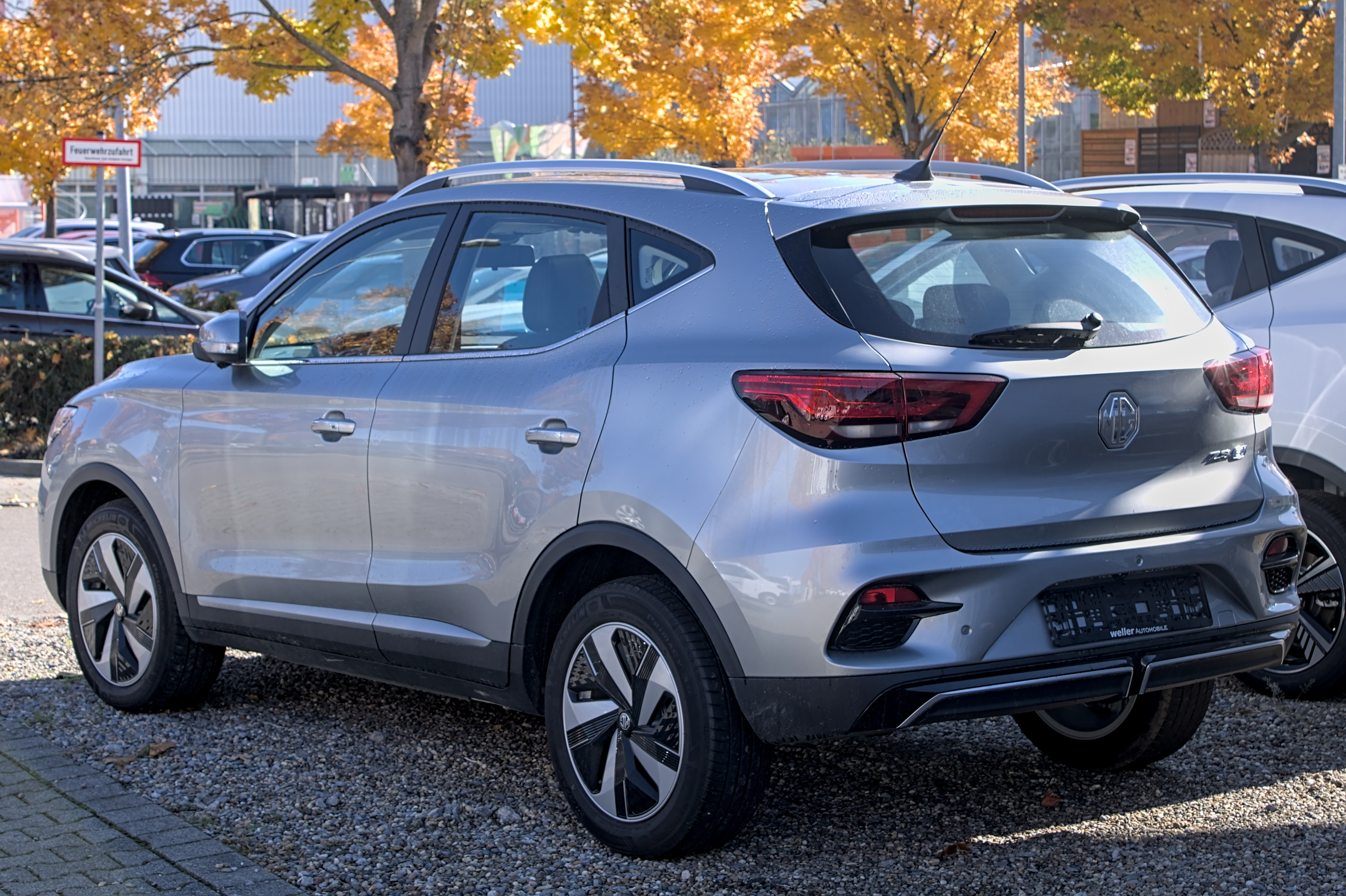
MG ZS EV

### MG VS
MG VS является гибридным автомобилем, выпущенным в июле 2022 года в Таиланде под индексом MG VS HEV.

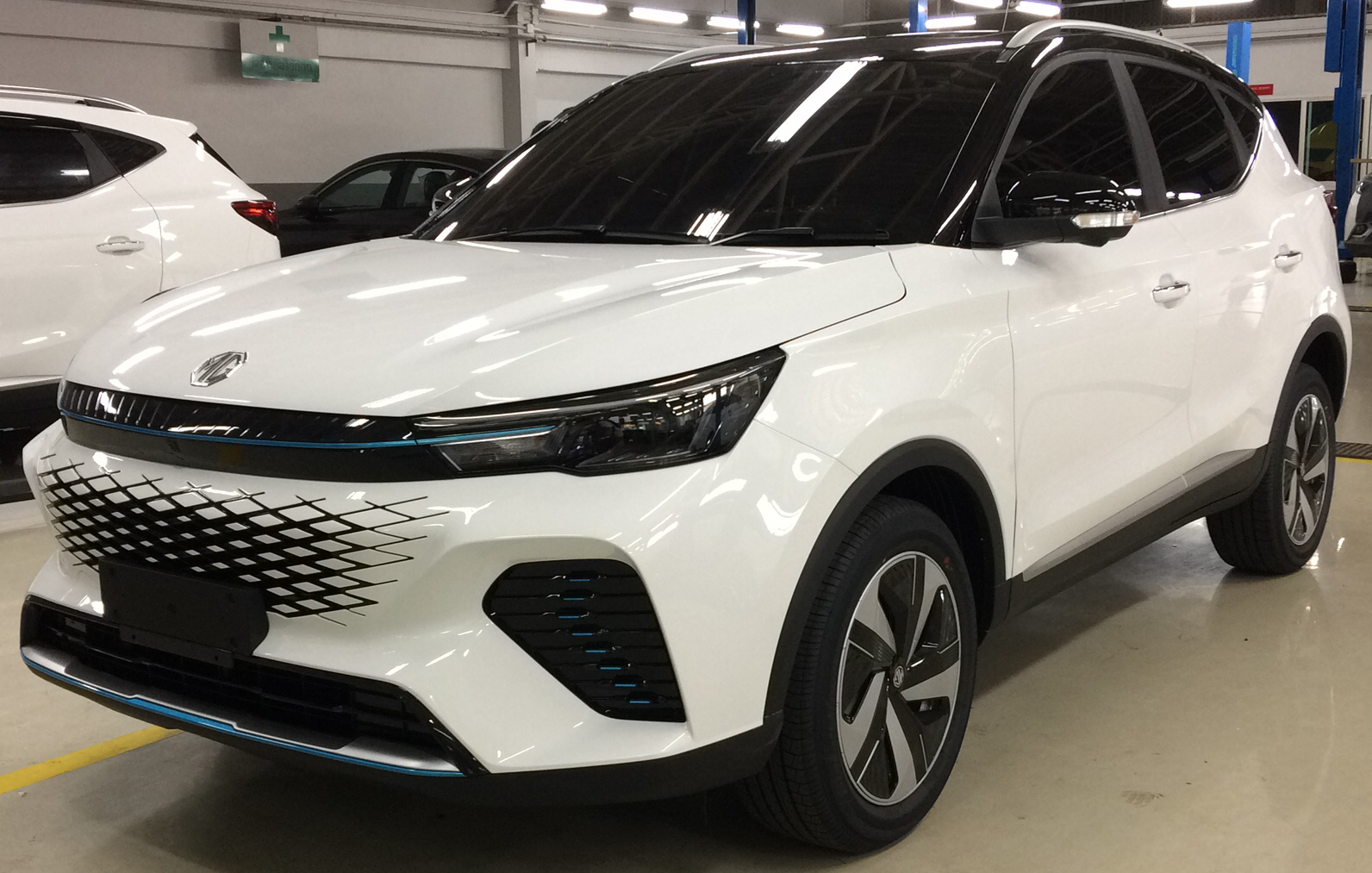
MG VS HEV
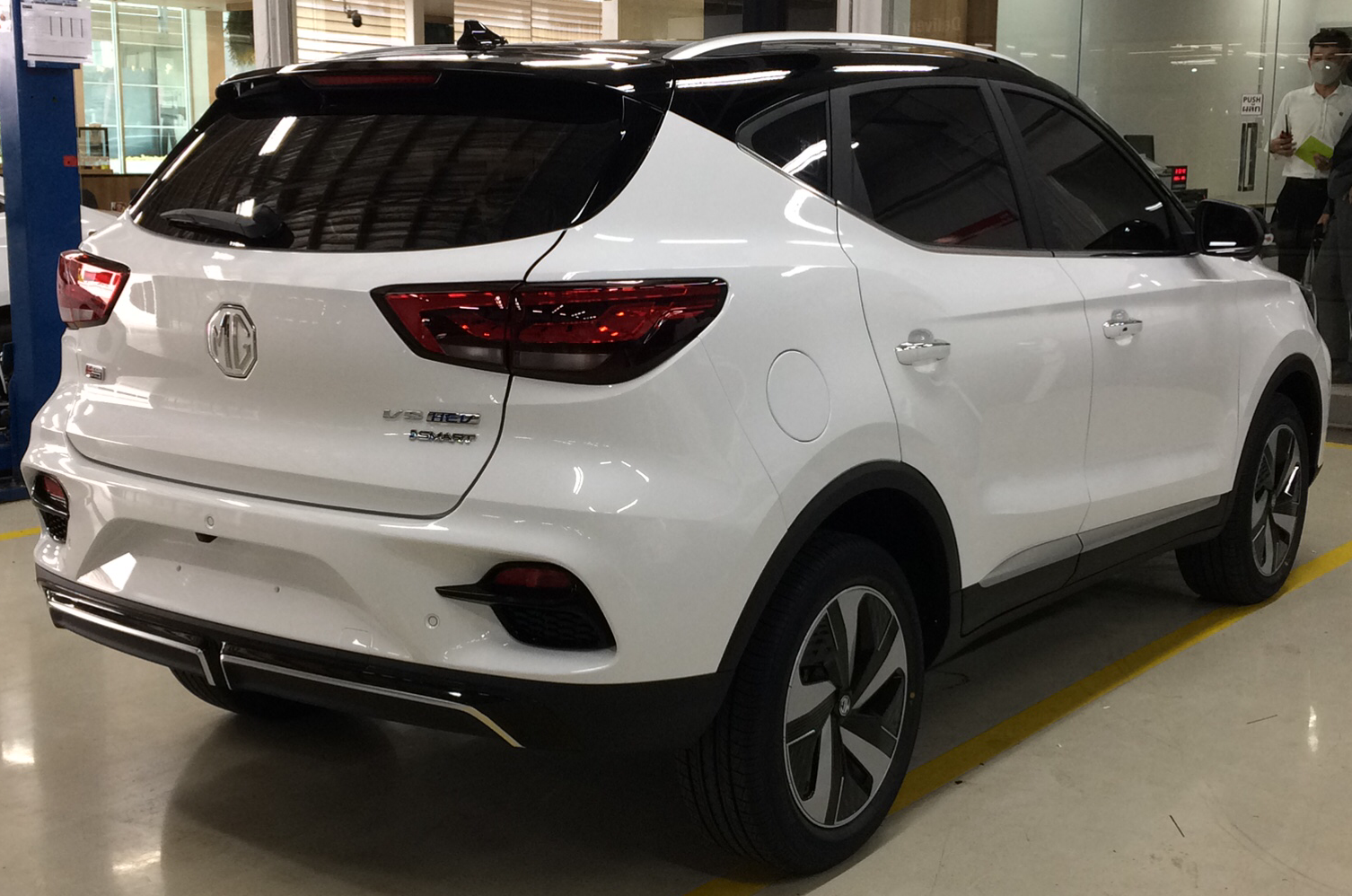
Вид сзади

## Второе поколение
Второе поколение ZS было запущено в производство 28 августа 2024 года.

## Продажи
| Год  | Китай   | Таиланд | Таиланд | Европа | Австралия | Мексика |
| Год  | Китай   | MG ZS   | MG VS   | Европа | Австралия | Мексика |
| ---- | ------- | ------- | ------- | ------ | --------- | ------- |
| 2017 | 70,164  | 768     |         | 374    |           |         |
| 2018 | 112,159 | 14,669  |         | 5,376  |           |         |
| 2019 | 121,972 | 14,410  |         | 9,872  | 3,729     |         |
| 2020 | 116,874 | 11,780  |         | 19,676 | 5,494     |         |
| 2021 | 152,432 | 11,987  |         |        | 18,423    | 6,758   |
| 2022 |         | 6,856   | 1,086   |        | 22,466    | 11,050  |